# Jimmy Moran (Radsportler)

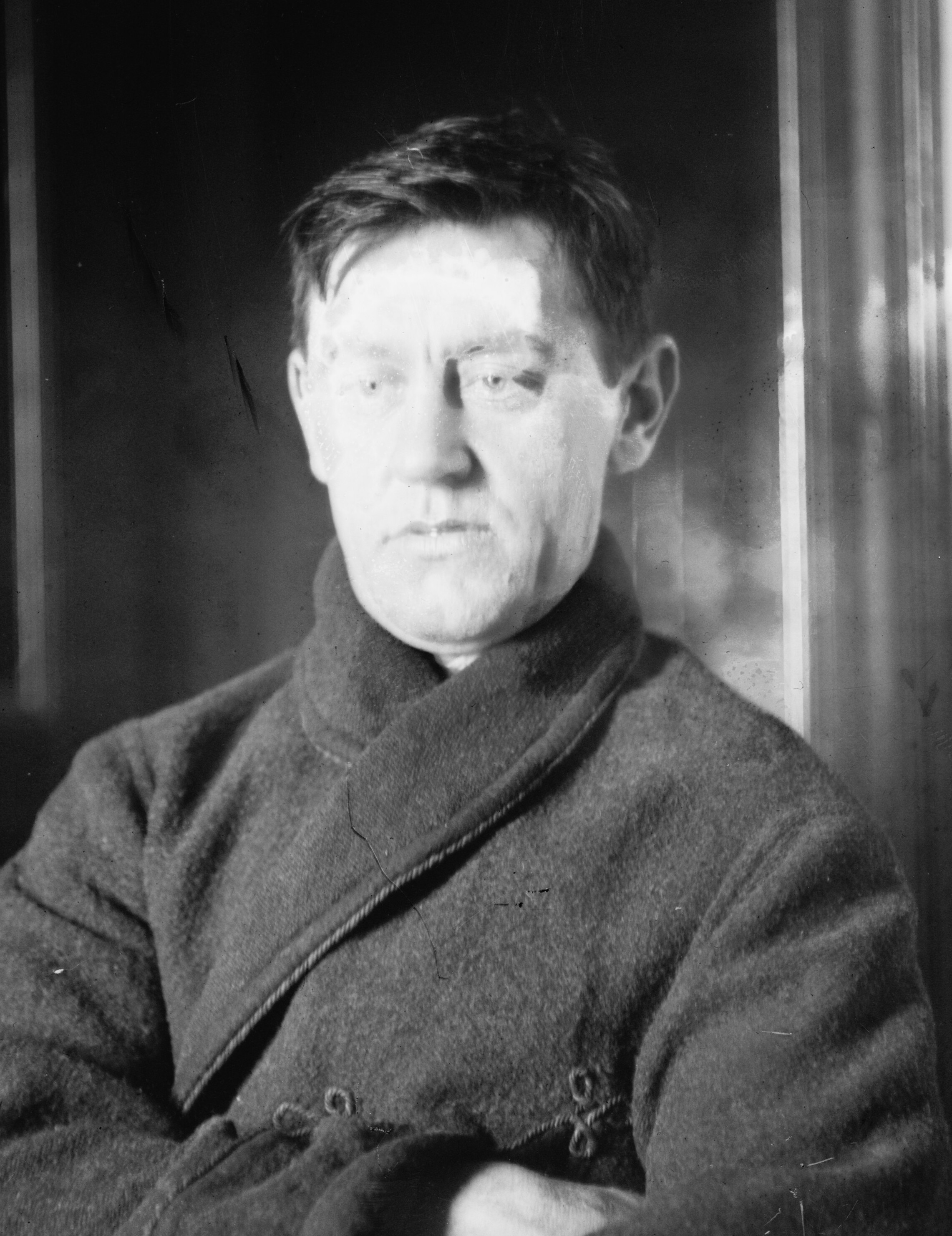
Jimmy Moran (zwischen 1910 und 1915)

James Francis „Jimmy“ oder „Jim“ Moran (* 28. März 1880 in Chelsea, Massachusetts; † 26. Oktober 1951 in Cambridge, Massachusetts) war ein US-amerikanischer Bahnradsportler. Er gewann gemeinsam mit Floyd MacFarland das erste Berliner Sechstagerennen im Jahre 1909.

## Leben
Jim Moran, Spitzname „Piggy“, wurde im Jahre 1901 Profi-Rennfahrer. Er spezialisierte sich auf Sechstagerennen sowie Steherrennen. 1904 startete bei den Olympischen Spielen in St. Louis in drei nicht-olympischen Rennen. Insgesamt fuhr er sieben Sechstagerennen, hauptsächlich in den USA, und gewann sechs, zwei davon mit MacFarland, eins mit Iver Lawson und eins mit Frank Kramer. Mit dem ersten Platz beim ersten europäischen Sechstagerennen 1909 in Berlin im Team mit MacFarland gelang ihm ein historischer Sieg.
1911 wurde Moran, obwohl US-Amerikaner, Europameister der Steher (es handelte sich um ein Einladungsrennen). Bei den Bahnradsport-Weltmeisterschaften 1911 in Rom belegte er ebenso wie bei der WM im Jahr darauf in Newark den dritten Platz bei den Profi-Stehern.
1915 fuhr Moran in Chicago sein letztes Sechstagerennen. Nach seiner Karriere als Radprofi betrieb er eine Schweinezucht in der Nähe von Boston.